# Dom-Muzeum Alberta i Toni Neisserów

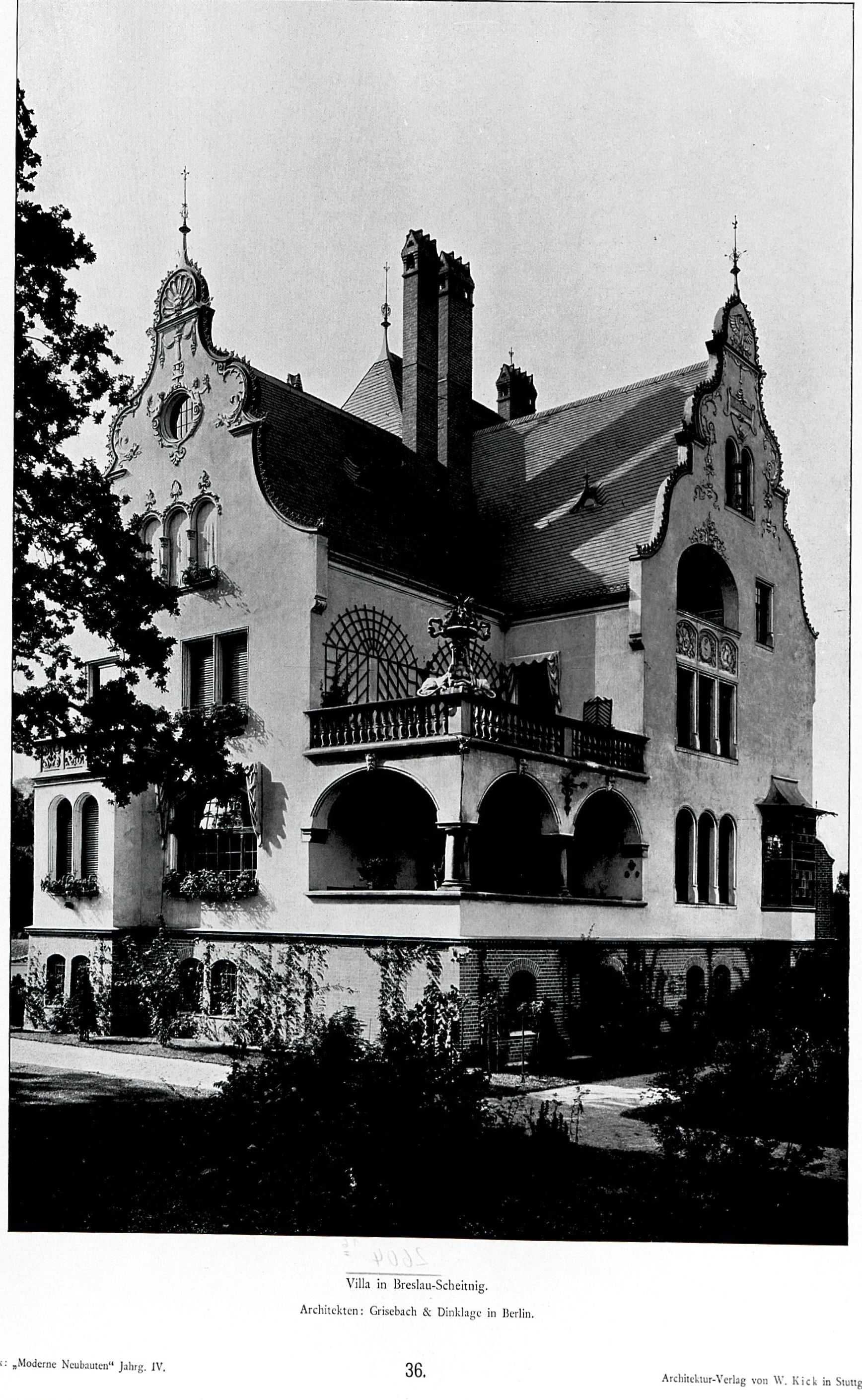
Willa Neisserów we Wrocławiu

Dom-Muzeum Alberta i Toni Neisserów – willa wzniesiona we Wrocławiu w 1898 r. dla Alberta Neissera i jego żony wg projektu architekta Hansa Grisebacha. W latach 1920–1934 znajdowało się w niej ufundowane przez małżonków muzeum, prezentujące zbiory sztuki z ich kolekcji.
Willę zbudowano przy ulicy Fürstenstraße (obecnie aleja Różyckiego). Neisserowie mieszkali w niej do śmierci (Toni do 1913, Albert do 1916), urządzając w domu liczne spotkania dla artystów. Po śmierci Alberta Neissera, na mocy jego darowizny z 1913 r., dom oraz zgromadzona w nim kolekcja stały się własnością miasta, z zastrzeżeniem urządzenia w nim muzeum. Otwarto je w 1920 jako oddział Śląskiego Muzeum Rzemiosła Artystycznego, jednak po 1934 r. hitlerowskie władze zlikwidowały placówkę, ze względu na żydowskie pochodzenie jego fundatorów, a zbiory zostały przeniesione do innych budynków Śląskiego Muzeum Rzemiosła Artystycznego i, w mniejszym stopniu, do Muzeum Zamkowego. Proces likwidacji mzueum zakończono w 1936 r. Willa uległa zniszczeniu w trakcie walk o Wrocław w 1945 r.
Muzeum miało 14 sal ekspozycyjnych. Zbiory sztuki były różnorodne tak w zakresie wieku, jak i stylu oraz rodzaju eksponatów, jednak przeważało rzemiosło artystyczne, a ze względu na styl – sztuka secesyjna. Znaczną część kolekcji stanowiły dzieła współczesnych Neisserom artystów niemieckich, szczególnie obrazy Fritza i Ericha Erlerów i gobeliny Wandy Bibrowicz, choć reprezentowana była także sztuka innych regionów świata, łącznie z wyrobami z Dalekiego Wschodu.
Zdecydowana większość kolekcji muzeum Neisserów zaginęła.
Muzeum Neisserów poświęcone jest naukowe opracowanie Piotra Łukaszewicza „Dom Alberta i Toni Neisserów: zapomniany rozdział z dziejów wrocławskich muzeów” wydane w 1991 w Rocznikach Sztuki Śląskiej, nr 15. W 2005 r. Muzeum Narodowe we Wrocławiu zorganizowało wystawę poświęconą działalności Neissera jako kolekcjonera oraz zaprezentowało ocalałe eksponaty z jego zbiorów.